# Justicia alopecuroidea
Justicia alopecuroidea är en akantusväxtart som beskrevs av T.F. Daniel. Justicia alopecuroidea ingår i släktet Justicia och familjen akantusväxter. Inga underarter finns listade i Catalogue of Life.